# Аркадьєв Аркадій Іванович
Аркадій Іванович Аркадьєв (Кудерко; 7 лютого 1907, Одеса, Херсонська губернія, Російська імперія — 30 червня 1993, Львів, Україна) — український радянський актор. Народний артист Української РСР (1951). Народний артист СРСР (1977).

## Біографія
На сцену вперше вийшов 1925 року в Одеському районному драматичному театрі. Закінчив Одеський музично-драматичний інститут (1927, курс Л. Лазарєва), нині — Одеська національна музична академія імені Антоніни Нежданової).
У 1932—1935 працював у Дніпропетровському російському драматичному театрі. З 1935 — у Київському театрі Червоної Армії (1944 року разом з театром переїхав до Одеси, де театр існував як театр Одеського військового округу, а 1954 — до Львова, де театр став відомий як Львівський театр Прикарпатського ВО).

## Родина
Перша дружина Олександра Костянтинівна, син Юрій Аркадьєв.
Друга дружина: Кіра Сергіївна Байбакова (1927—2004), заслужена артистка України, актриса Львівського театру Прикарпатського ВО. Похована поряд з чоловіком на 85 полі Личаківського цвинтаря.

## Творчість
Найкращі ролі: Пеклеванов («Бронепоїзд № 14—69» Іванова), Юліус Фучік («Прага залишається моєю» Буряківського), Кудряш («Гроза» Островського).
Грав у фільмах: «Всадники» (1939), «Моряки» (1939, Свєтлов), «Сім'я Януш» (1941), «В далекому плаванні» (1945, боцман Никифоров і Нептун), «Син полку» (1946, полковник), «Голубі дороги» (1947, Калаченко, капітан), «Миклухо-Маклай» (1947), «Золотий ріг» (1948, професор Ігнатьєв), «Лілея» (1958), «Наш спільний друг» (1961, Андрій Хомич), «Російський ліс» (1963—1964, Книшев), «Твій сучасник» (1967), «Довга дорога в короткий день» (1972, «Ні пуху, ні пера» (1973, Федір Васильович, головна роль), «Агонія» (1975, Михайло Володимирович Родзянко, голова Державної думи).

## Відзнаки і нагороди
- 1952 — Сталінська премія III ступеня (за виконання ролі Юліуса Фучика у виставі «Прага залишається моєю»)
- Орден Трудового Червоного Прапора, медалі.